# Emilia Torbicka

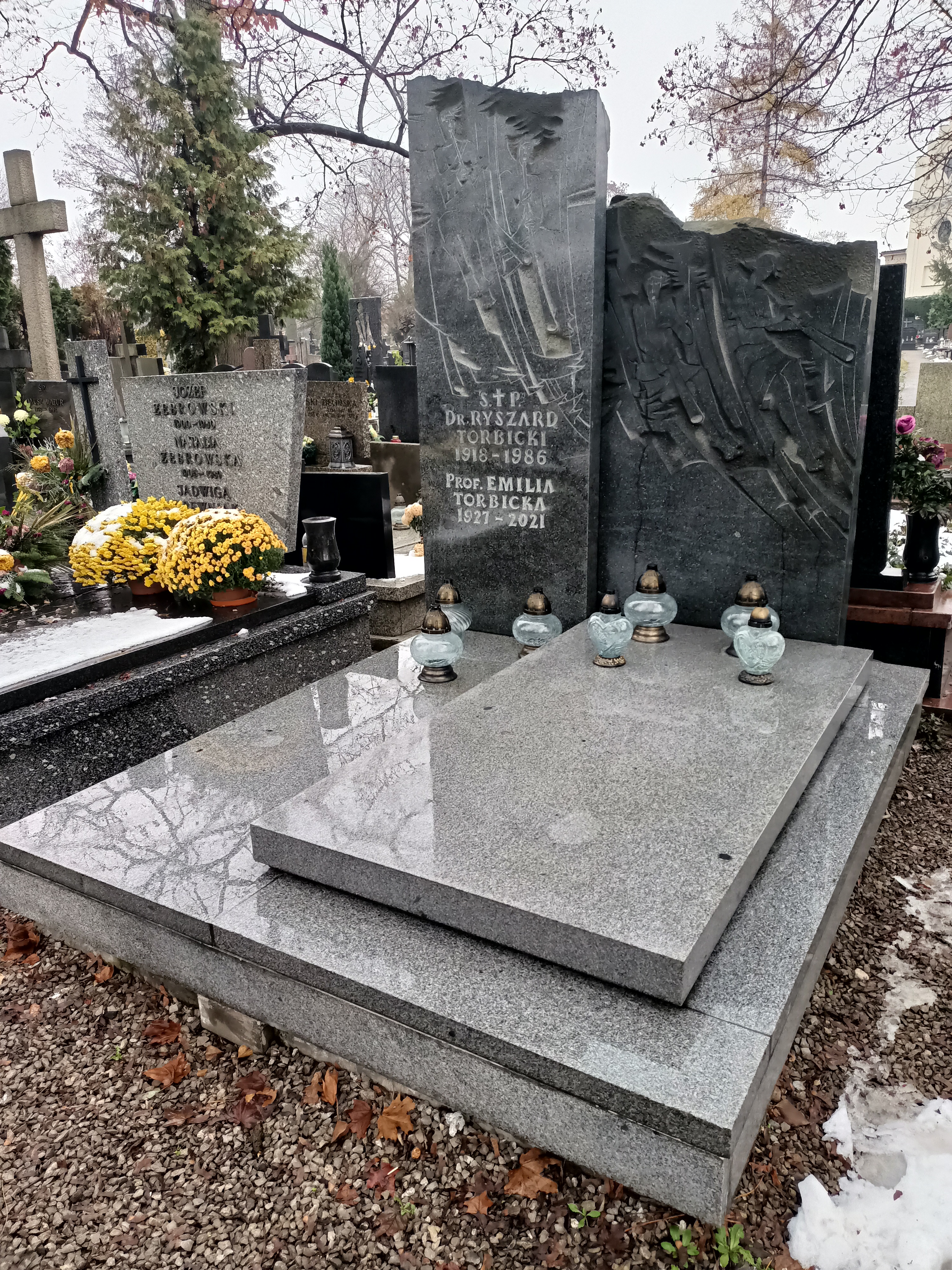
Grobowiec Emilii Torbickiej na Cmentarzu w Wilanowie

Emilia Torbicka (ur. w grudniu 1926, zm. 28 stycznia 2021) – polska pediatra, prof. dr hab. med.

## Życiorys
Uczestniczka, sanitariuszka powstania warszawskiego pseudonim Szarotka. Obroniła pracę doktorską, następnie uzyskała stopień doktora habilitowanego. 20 października 1992 nadano jej tytuł profesora w zakresie nauk medycznych. Pracowała na stanowisku kierownika w Klinice Akademii Medycznej w szpitalu przy ulicy Niekłańskiej, odznaczona Złotym Krzyżem Zasługi i Krzyżem Kawalerskim Orderu Odrodzenia Polski.
Była matką kardiologa Adama Torbickiego.